# Arena Football League 2004
Die Arena-Football-League-Saison 2004 war die 18. Saison der Arena Football League (AFL). Ligameister wurden die San Jose Sabercats, die die Arizona Rattlers im ArenaBowl XVIII bezwangen.

## Teilnehmende Mannschaften
| Anzahl Mannschaften | 19                                                                           |
| ------------------- | ---------------------------------------------------------------------------- |
| Neu in der Liga     | Columbus Destroyers, New Orleans VooDoo, Austin Wranglers, Philadelphia Soul |
| Ausgeschieden       | Buffalo Destroyers                                                           |

## Regular Season
| Team                   | Overall | Overall | Overall |
| Team                   | S       | N       | SQ      |
| ---------------------- | ------- | ------- | ------- |
| National Conference    |         |         |         |
| Eastern Division       |         |         |         |
| x-New York Dragons*    | 9       | 7       | 0.562   |
| Carolina Cobras        | 6       | 10      | 0.375   |
| Dallas Desperados      | 6       | 10      | 0.375   |
| Columbus Destroyers    | 6       | 10      | 0.375   |
| Philadelphia Soul      | 5       | 11      | 0.312   |
| Southern Division      |         |         |         |
| xy-New Orleans VooDoo  | 11      | 5       | 0.687   |
| y-Orlando Predators    | 10      | 6       | 0.625   |
| y-Tampa Bay Storm      | 9       | 7       | 0.562   |
| Austin Wranglers       | 8       | 8       | 0.500   |
| Georgia Force          | 7       | 9       | 0.438   |
| American Conference    |         |         |         |
| Central Division       |         |         |         |
| xy-Chicago Rush        | 11      | 5       | 0.687   |
| y-Colorado Crush       | 11      | 5       | 0.687   |
| Indiana Firebirds      | 8       | 8       | 0.500   |
| Detroit Fury           | 5       | 11      | 0.312   |
| Grand Rapids Rampage   | 1       | 15      | 0.062   |
| Western Division       |         |         |         |
| xy-Arizona Rattlers    | 11      | 5       | 0.687   |
| y-San Jose SaberCats   | 11      | 5       | 0.687   |
| y-Los Angeles Avengers | 9       | 7       | 0.562   |
| Las Vegas Gladiators   | 8       | 8       | 0.500   |

*Obwohl New York Erster der Eastern Division war, konnten sie nicht in die Playoffs einziehen, da sich nur die ersten acht besten Mannschaften für die Playoffs qualifizieren.
Legende:
| Siege              | Niederlagen           | Unentschieden      | SQ gewonnene Spiele (relativ) |
| P+ gemachte Punkte | P- gegnerische Punkte | x = Division Titel | y = Playoffs erreicht         |

## Playoffs
| Viertelfinale | Viertelfinale | Viertelfinale |    |             | Halbfinale | Halbfinale | Halbfinale |  |  | ArenaBowl XVIII | ArenaBowl XVIII | ArenaBowl XVIII |
|               |               |               |    |             |            |            |            |  |  |                 |                 |                 |
| 1             | Arizona       | 59            |    |             |            |            |            |  |  |                 |                 |                 |
| 8             | Los Angeles   | 42            |    |             |            |            |            |  |  |                 |                 |                 |
| 8             | Los Angeles   | 42            | 1  | Arizona     | 45         |            |            |  |  |                 |                 |                 |
|               |               |               | 1  | Arizona     | 45         |            |            |  |  |                 |                 |                 |
|               | 5             | Colorado      | 41 |             |            |            |            |  |  |                 |                 |                 |
| 4             | 5             | Colorado      | 41 | New Orleans | 44         |            |            |  |  |                 |                 |                 |
| 4             |               |               |    | New Orleans | 44         |            |            |  |  |                 |                 |                 |
| 5             | Colorado      | 47            |    |             |            |            |            |  |  |                 |                 |                 |
| 5             | Colorado      | 47            | 1  | Arizona     | 62         |            |            |  |  |                 |                 |                 |
|               |               |               |    | Arizona     | 62         |            |            |  |  |                 |                 |                 |
|               | 2             | San Jose      | 69 |             |            |            |            |  |  |                 |                 |                 |
| 2             | 2             | San Jose      | 69 | San Jose    | 56         |            |            |  |  |                 |                 |                 |
| 2             |               |               |    | San Jose    | 56         |            |            |  |  |                 |                 |                 |
| 7             | Tampa Bay     | 52            |    |             |            |            |            |  |  |                 |                 |                 |
| 7             | Tampa Bay     | 52            | 2  | San Jose    | 49         |            |            |  |  |                 |                 |                 |
|               |               |               | 2  | San Jose    | 49         |            |            |  |  |                 |                 |                 |
|               | 3             | Chicago       | 35 |             |            |            |            |  |  |                 |                 |                 |
| 3             | 3             | Chicago       | 35 | Chicago     | 59         |            |            |  |  |                 |                 |                 |
| 3             |               |               |    | Chicago     | 59         |            |            |  |  |                 |                 |                 |
| 6             | Orlando       | 49            |    |             |            |            |            |  |  |                 |                 |                 |

### ArenaBowl XVIII
Der ArenaBowl XVIII wurde am 27. Juni 2004 in der Talking Stick Resort Arena in Phoenix, Arizona ausgetragen. Das Spiel verfolgten 17.391 Zuschauer.
| ArenaBowl XVIII | ArenaBowl XVIII | ArenaBowl XVIII |
| --------------- | --------------- | --------------- |
| 1               | Arizona         | 62              |
| 2               | San Jose        | 69              |

## Regular Season Awards
| Award               | Gewinner     | Position                 | Team               |
| ------------------- | ------------ | ------------------------ | ------------------ |
| Ironman of the Year | Cory Fleming | Wide Receiver/Linebacker | Orlando Predators  |
| Coach of the Year   | Mike Neu     | Head Coach               | New Orleans VooDoo |

## Zuschauertabelle
| Team                 | Zuschauerschnitt |
| -------------------- | ---------------- |
| Arizona Rattlers     | 13.000           |
| Austin Wranglers     | 11.140           |
| Carolina Cobras      | 6.829            |
| Chicago Rush         | 14.085           |
| Colorado Crush       | 15.233           |
| Columbus Destroyers  | 16.286           |
| Dallas Desperados    | 10.046           |
| Detroit Fury         | 8.321            |
| Georgia Force        | 9.160            |
| Grand Rapids Rampage | 7.469            |
| Indiana Firebirds    | 10.873           |
| Las Vegas Gladiators | 10.130           |
| Los Angeles Avengers | 12.590           |
| New Orleans VooDoo   | 15.240           |
| New York Dragons     | 10.530           |
| Orlando Predators    | 13.086           |
| Philadelphia Soul    | 16.851           |
| San Jose SaberCats   | 13.138           |
| Tampa Bay Storm      | 14.348           |
| Ligadurchschnitt     | 12.019           |